# Unione Sportiva Arezzo 1991-1992
Questa pagina raccoglie le informazioni riguardanti l'Unione Sportiva Arezzo nelle competizioni ufficiali della stagione 1991-1992.

## Rosa
| N. |                   | Ruolo | Calciatore            |
| -- | ----------------- | ----- | --------------------- |
|    | Italia (bandiera) | D     | Daniele Berti         |
|    | Italia (bandiera) | C     | Michele Biagianti     |
|    | Italia (bandiera) |       | Bongiorni             |
|    | Italia (bandiera) | A     | Alberto Briaschi (II) |
|    | Italia (bandiera) | C     | Stefano Butti         |
|    | Italia (bandiera) | A     | Maurizio Cammarieri   |
|    | Italia (bandiera) | D     | Andrea Capecchi       |
|    | Italia (bandiera) | D     | Diego Caverzan        |
|    | Italia (bandiera) | C     | Fabrizio De Poli      |
|    | Italia (bandiera) | C     | Cristiano Di Tommaso  |
|    | Italia (bandiera) | P     | Paolo Fabbri          |
|    | Italia (bandiera) | D     | Stefano Frescucci     |

| N. |                   | Ruolo | Calciatore               |
| -- | ----------------- | ----- | ------------------------ |
|    | Italia (bandiera) | A     | Giovanni Ianuale         |
|    | Italia (bandiera) | C     | Giacomo Nincheri         |
|    | Italia (bandiera) | P     | Franco Paleari           |
|    | Italia (bandiera) | D     | Cristiano Patta          |
|    | Italia (bandiera) | D     | Giovanni Francesco Pozza |
|    | Italia (bandiera) | C     | Salvatore Profumo        |
|    | Italia (bandiera) | A     | Antonio Rebesco          |
|    | Italia (bandiera) |       | Rivoli                   |
|    | Italia (bandiera) | D     | Alessandro Rossi         |
|    | Italia (bandiera) | D     | Giuseppe Scattini        |
|    | Italia (bandiera) | C     | Mark Tullio Strukelj     |
|    | Italia (bandiera) | D     | Andrea Sussi             |

## Risultati

### Campionato

#### Girone di andata
| 15 settembre 1991 1ª giornata | Arezzo | 2 – 1 | Casale |  |

| 22 settembre 1991 2ª giornata | Triestina | 1 – 0 | Arezzo |  |

| 29 settembre 1991 3ª giornata | Carpi | 0 – 0 | Arezzo |  |

| 6 ottobre 1991 4ª giornata | Arezzo | 1 – 0 | Baracca Lugo |  |

| 13 ottobre 1991 5ª giornata | Arezzo | 5 – 1 | Palazzolo |  |

| 20 ottobre 1991 6ª giornata | Siena | 0 – 0 | Arezzo |  |

| 27 ottobre 1991 7ª giornata | Arezzo | 2 – 1 | Alessandria |  |

| 10 novembre 1991 8ª giornata | SPAL | 3 – 2 | Arezzo |  |

| 17 novembre 1991 9ª giornata | Arezzo | 2 – 2 | Chievo |  |

| 24 novembre 1991 10ª giornata | Spezia | 1 – 1 | Arezzo |  |

| 1º dicembre 1991 11ª giornata | Arezzo | 1 – 0 | Pro Sesto |  |

| 8 dicembre 1991 12ª giornata | Massese | 2 – 0 | Arezzo |  |

| 15 dicembre 1991 13ª giornata | Arezzo | 1 – 0 | Como |  |

| 22 dicembre 1991 14ª giornata | Empoli | 2 – 0 | Arezzo |  |

| 29 dicembre 1991 15ª giornata | Arezzo | 0 – 0 | Monza |  |

| 12 gennaio 1992 16ª giornata | Vicenza | 2 – 0 | Arezzo |  |

| 19 gennaio 1992 17ª giornata | Arezzo | 2 – 0 | Pavia |  |

#### Girone di ritorno
| 26 gennaio 1992 18ª giornata | Casale | 1 – 1 | Arezzo |  |

| 9 febbraio 1992 19ª giornata | Arezzo | 0 – 0 | Triestina |  |

| 16 febbraio 1992 20ª giornata | Arezzo | 0 – 1 | Carpi |  |

| 23 febbraio 1992 21ª giornata | Baracca Lugo | 3 – 1 | Arezzo |  |

| 1º marzo 1992 22ª giornata | Palazzolo | 1 – 1 | Arezzo |  |

| 8 marzo 1992 23ª giornata | Arezzo | 0 – 0 | Siena |  |

| 15 marzo 1992 24ª giornata | Alessandria | 2 – 0 | Arezzo |  |

| 23 marzo 1992 25ª giornata | Arezzo | 0 – 1 | SPAL |  |

| 5 aprile 1992 26ª giornata | Chievo | 0 – 0 | Arezzo |  |

| 12 aprile 1992 27ª giornata | Arezzo | 2 – 2 | Spezia |  |

| 18 aprile 1992 28ª giornata | Pro Sesto | 2 – 0 | Arezzo |  |

| 26 aprile 1992 29ª giornata | Arezzo | 1 – 0 | Massese |  |

| 3 maggio 1992 30ª giornata | Como | 1 – 1 | Arezzo |  |

| 10 maggio 1992 31ª giornata | Arezzo | 1 – 1 | Empoli |  |

| 17 maggio 1992 32ª giornata | Monza | 2 – 0 | Arezzo |  |

| 24 maggio 1992 33ª giornata | Arezzo | 0 – 0 | Vicenza |  |

| 31 maggio 1992 34ª giornata | Pavia | 2 – 2 | Arezzo |  |